# Jardín de Cactus

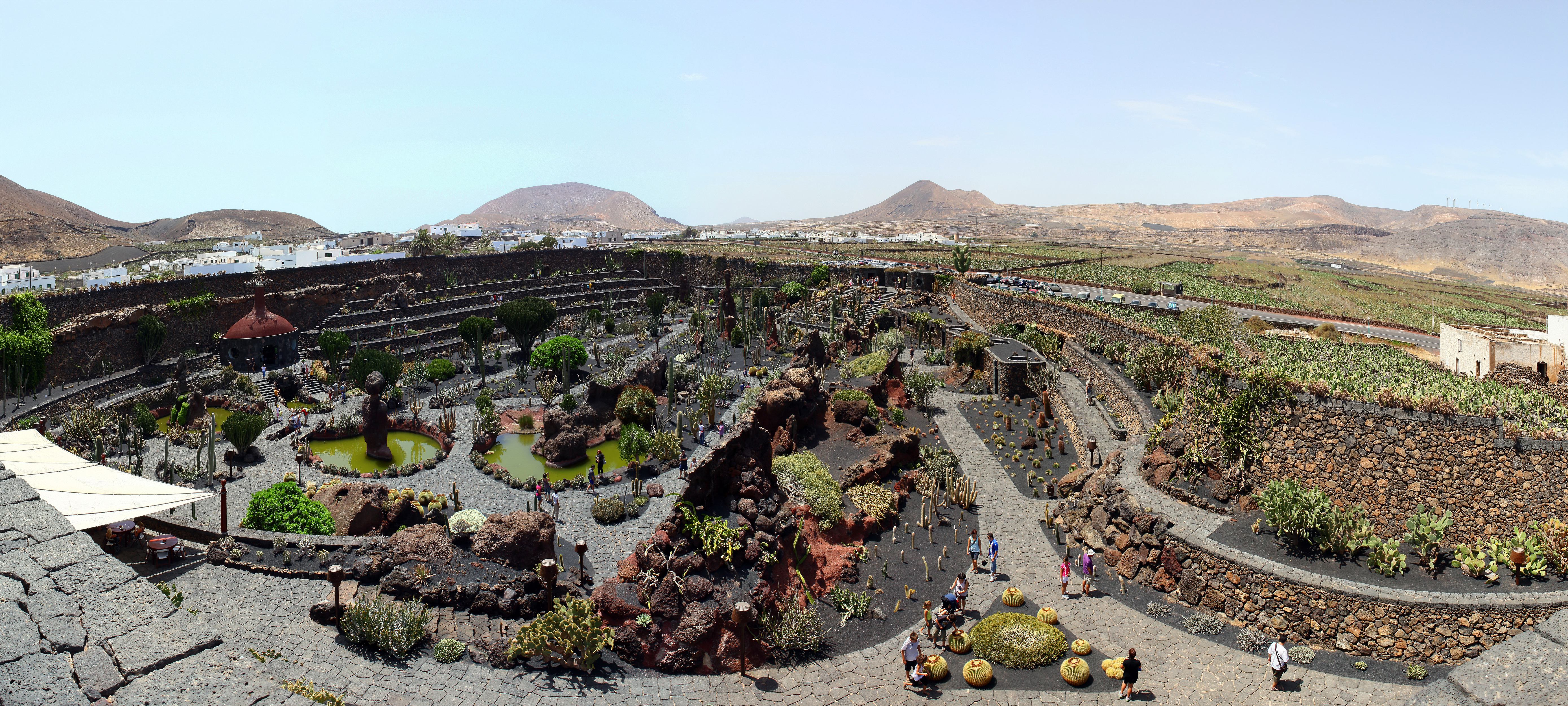
Översikt: Jardín de Cactus

Jardín de Cactus är en kaktuspark på ön Lanzarote och ligger vid utkanten Guatiza. Här finns över tio tusen olika kaktusar. Parken är uppbyggd som en amfiteater. 